# Loxosceles guatemala
Espèce
Loxosceles guatemala est une espèce d'araignées aranéomorphes de la famille des Sicariidae.

## Distribution
Cette espèce est endémique du Guatemala.

## Description
La femelle holotype mesure 9,8 mm.

## Étymologie
Son nom d'espèce lui a été donné en référence au lieu de sa découverte, le Guatemala.

## Publication originale
- Gertsch, 1973 : A report on cave spiders from Mexico and Central America. Studies on the cavernicole fauna of Mexico and adjacent regions, Association of Mexican Cave Studies Bulletin, vol. 5, p. 141-163 (texte intégral).